# Dolichocassida
Dolichocassida — подрод жуков из семейства листоедов.

## Перечень видов
- Cassida pusilla Waltl, 1839
- Cassida pyrenaea Weise, 1893
- Cassida veselyi Günther, 1958

## Этимология
Dolichocassida — сочетание двух слов греческого Dolicho - длинный и латинского cassida - каска.